# 梅里達羅馬劇場
梅里達羅馬劇場（西班牙語：Teatro romano de Mérida）是一座由古羅馬在其奧古斯達埃梅里達殖民地（位於今天西班牙的梅里達）建造的古代劇場。該劇場的建造由瑪爾庫斯·維普撒尼烏斯·阿格里帕執政官推動，而根據建築中銘刻的日期，該劇場是在公元前16-15年落成的。據1964年主持修復該劇場的建築師 José Menéndez-Pidal 言，「（此劇場）是埃梅里達所有古蹟中最主要的建築」。而在1993年，該劇場作爲梅里達考古集合的一部分成爲了世界遺產。
此劇場經歷過數次修復，其中最重要的一次是於公元105年（圖拉真時代）進行的，當時修建了現存舞臺的前部，而其他部分則是在公元333-335期間的君士坦丁大帝時期修建的。由於羅馬帝國將基督教作爲了國教，舞臺表演被認爲是不道德的，因此大約在公元4世紀該劇場被廢棄。此後數個世紀劇場的大部分都被沙土掩埋，唯一可見的部分是其最上幾層，這些部分被該地區人民尊爲「七座」。對於此建築的考古發掘始於20世紀初期，到1933年時，在該建築中舉行了梅里達國際古典戲劇節。2007年時，該建築被提名納入西班牙十二國寶。

## 歷史

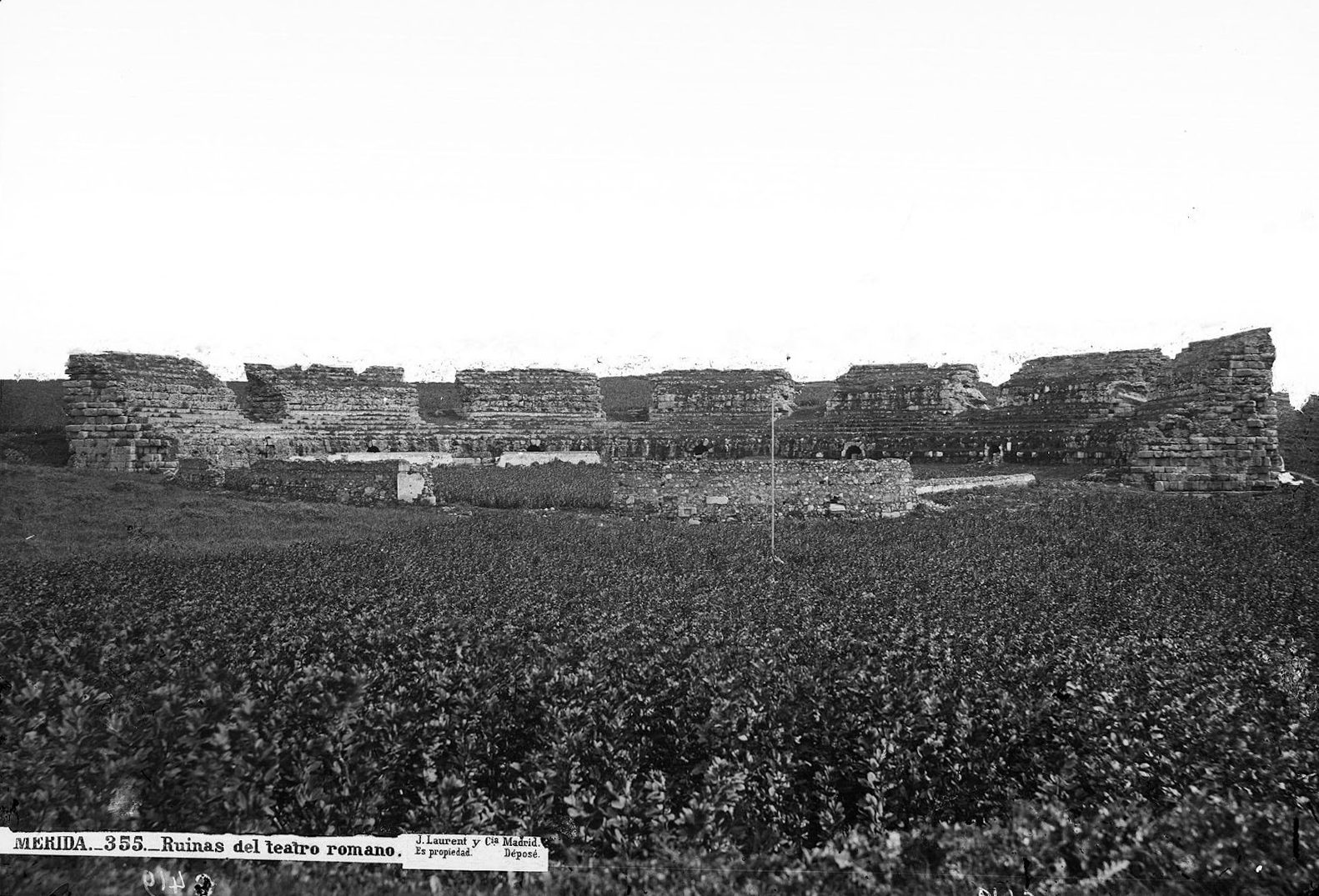
由 J. Laurent 於1867年拍攝的照片，顯示了梅里達羅馬劇場在發掘前的鏡像。此時只有該劇場的上部尚能看見，當時被普遍稱作「七座」（Las Siete Sillas）。

比起羅馬人民的喜好，這棟建築更多反映的是當時政客們的興趣：前者喜歡的是去競技場觀看戰車比賽或者是在圓形劇場中進行的角鬥士和動物的戰鬥。該劇場使得當時的權威們充分進行了對自我和對羅馬人的生活方式的宣傳：這些都體現在了該建築的威嚴以及其裝飾上，同時其舞臺上的表演也能夠起到宣傳的作用。根據通往階前的門上所銘刻的文字推斷，這座由瑪爾庫斯·維普撒尼烏斯·阿格里帕主導修建的劇場是於公元前16-15年完工的。
數個世紀以來，對於該建築的使用使得翻新工程成爲必要。因此在公元105年左右現存的舞臺前部被建造，而其後在公元333-335年再次翻新並添加上了環繞整個建築物的通道。在公元4世紀，當時基督教政府認爲舞臺表演是一種不道德的行爲，因此該劇場從此停止使用並完全廢棄。隨着時間的推移，劇場的一些部分倒塌，而另有一些部分則被塵土阻塞。因此，在隨後的幾個世紀，只有其上部的一些臺階、拱頂以及一些倒塌的出入口能被看見，而在這座城市的居民們看來，這些部分就像是七個巨大的座椅，也就是「七座」，在這些座椅上坐着七位能夠決定城市命運的摩爾國王。
對於該劇場的發掘工作起於1910年，由考古學家 José Ramón Mélida 主持。當時憑着有限的手段無法復原從該劇場被廢棄直到19世紀末期的演變情況，但發掘出了該建築的大部分區域，包括無數的柱、檐、雕塑以及該建築的其他附件，主要是舞臺前部。直到20世紀60-70年代舞臺前部才在建築家兼考古學家 José Menéndez-Pidal y Álvarez 的指導下被復原。在1933年，該建築中舉辦了梅里達古典戲劇節，也就是當今的國際古典戲劇節。這使得該建築恢復了昔日的功用，而不僅僅是單純的裝飾。

## 概述
該建築是忠實按照維特魯威的指示建造的，反映了典型的羅馬風格，這種風格在龐貝和羅馬的建築中就已有反映。

### 看臺和前階

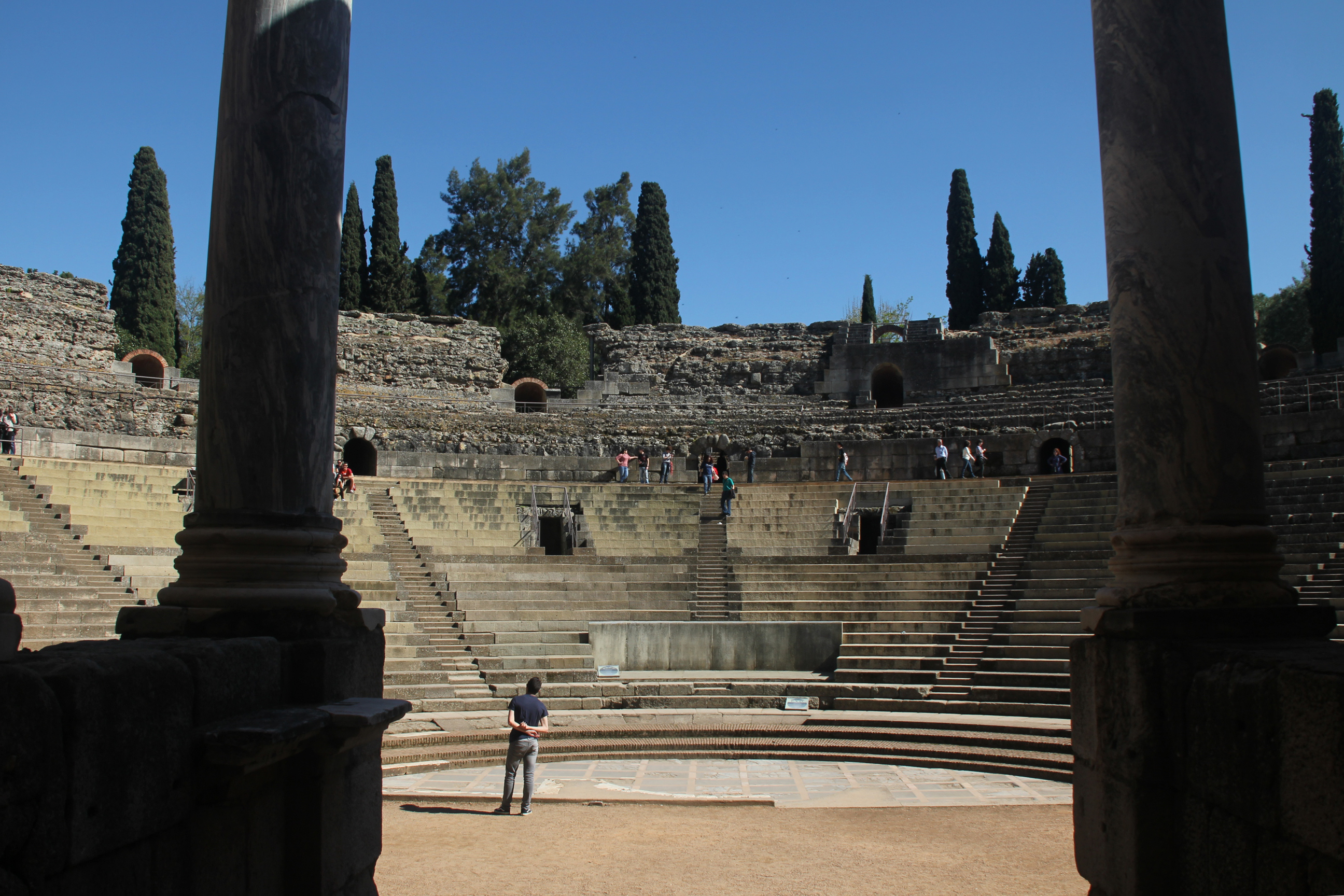
從 valva regia（舞臺中門）看去的劇場階梯。

環繞劇場的看臺臺階利用了聖阿爾賓山的傾斜度建成。其能容納6000名觀衆的看臺臺階分爲3個區域：ima cavea ， media cavea 及 summa cavea。最後一個區域的受損情況現在最爲嚴重。
在下方是社會較高階級的座位，有20排座位，其中又有階梯分爲5個輻射狀的區域，而在水平方向，則由一條走道將其和上方的看臺分開。在其較高區域，有六扇門通向一條半環形走道以便於從兩端盡頭的門出入，該走道則由環型的拱頂覆蓋。 中部和上部的看臺各有5排座位，都由複雜的弧形和管型拱頂結構系統支撐。此外，外部的三扇門也提供了進入和疏散觀衆的通道。
階前（orchestra）是一個半圓形的空間，有白色和藍色大理石鋪設的地面，通向唱詩班的站處。它被三層爲有權者設立的看臺包圍，並由看臺上的大理石扶手分開，至今這些扶手仍存留一部分。在其之前有一道直曲相間的矮牆將看臺與舞臺分開。

### 舞臺

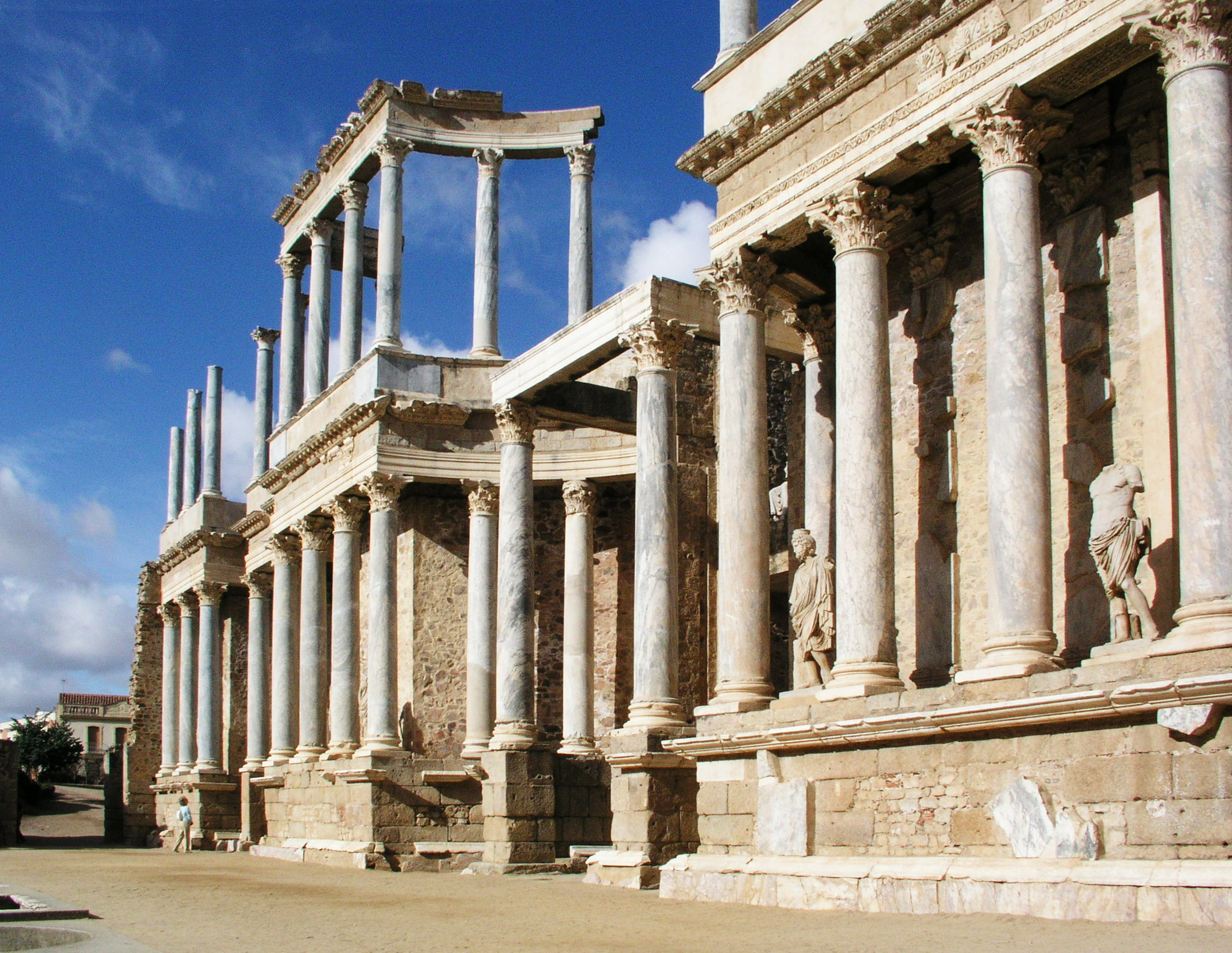
劇場舞臺正面。

矩形的鏡框式舞臺（pulpitum）在古典時代的地面是由木材鋪設的，並且地面上有原本用於放置舞臺幕布所用木杆以及其他舞臺需要設施的孔。舞臺正面（scaenae frons）是最引人注目以及劇場最具有特點的部分。該部分有7.5米寬，63米長，總共高達17.5米。其底座是由紅色大理石包裹的方石製成，在騎上有兩根科林斯柱式的圓柱，兩根圓柱的柱身由藍色的條狀大理石構成，柱基和柱頭則是白色的大理石。這些柱子支撐着柱頂盤，柱頂上則有着富有各種裝飾的額枋、腰線和壁帶。一堵由大理石包裹的牆封閉着舞臺的後部。這部分的裝飾是由柱間的雕塑佈置完成的，雕塑對象是刻瑞斯、普路托、普洛塞庇娜以及其他一些身着羅馬長袍或盔甲的帝王塑像。這些雕塑的原件現存於附近的國家羅馬藝術博物館中。有三扇門作爲演員上臺的通道，中間一扇門叫 valva regia ，兩側的兩扇門名爲 valva hospitalia。側門及其後方存在的附屬部分是供演員及演出技術人員使用的。

### 列柱中庭

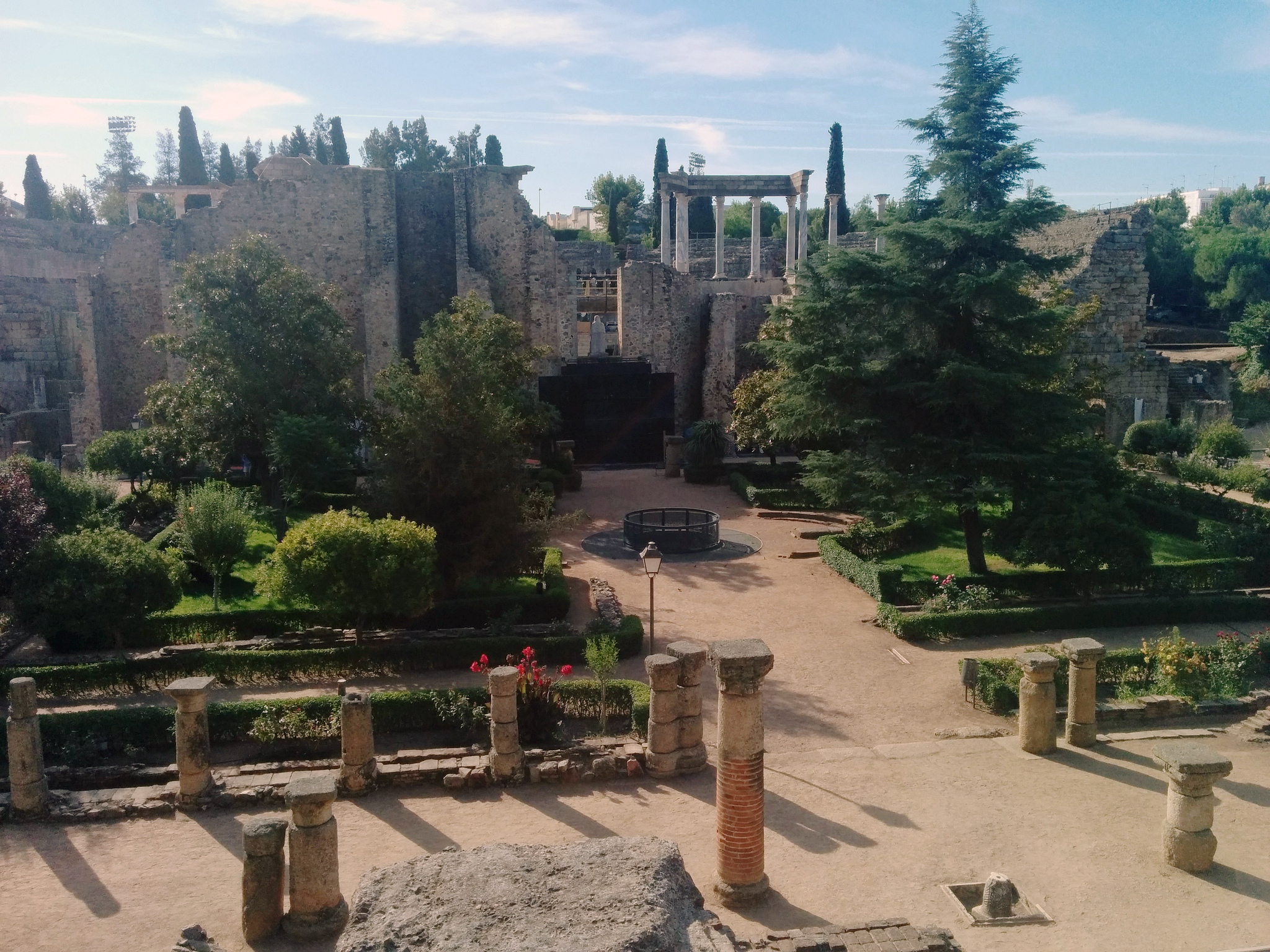
劇場的列柱中庭，位於後方的花園式部分。

在舞臺後修築有一片由柱子與門廊圍繞的花園區域，該區域稱作列柱中庭，用作休憩娛樂區域。在花園盡頭中門軸線上有一間小廳，根據出土的奧古斯都裝扮成大祭司的塑像，該房間是用於用於帝王禮拜。在列柱中庭北方角落高出地面的花園中建有茅廁，而在東邊的起於部分是在劇場廢棄之後繼續修建的一些房屋。這些居室有一片環繞着圓柱和壁柱的庭院，並且有數個房間，一些房間有着半圓形後殿顯得尤爲突出，而大部分的房間都有繪着等身大小人物畫像的壁畫。

## 參看
- 羅馬劇場
- 西班牙12國寶（西班牙语：12 Tesoros de España）